# Nemzeti vállalat
A nemzeti vállalat (rövidítve: N.V.) Magyarországon 1948-tól 1950-ig fennállt átmeneti vállalati forma volt.

## Története
A második világháború végét követően a hagyományos cégformákat (rt., kft.) gyakorlatilag megszüntette a nemzeti vállalatokról szóló 1948. évi XXXVII. törvény és ezek helyett hozta létre a nemzeti vállalati jogi formát. Miután megjelent a törvény végrehajtási utasítása (8230/1948. Korm. rendelet), az Iparügyi Minisztérium a Nehézipari Központ Jogügyi osztályát bízta meg a NIK alá tartozó vállalatok, így pl. a MÁVAG nemzeti vállalatokká történő átalakításával.
Voltak korlátolt és voltak korlátlan felelősségű nemzeti vállalatok, attól függően, hogy volt-e külföldi tulajdoni részesedés az adott vállalatban. A 100%-ban állami kézben lévő vállalatok igazgatóit illetve a vezérigazgatóit az illetékes miniszter nevezhette ki. A korlátolt felelősségű nemzeti vállalatok részben külföldi tulajdonban álltak eredetileg, ugyanakkor fenntartották annak a lehetőségét, hogy a magyar állam növelje tulajdoni részesedését az adott vállalatban mindaddig, amíg teljes mértékben állami tulajdonba került, azaz korlátlan felelősségű nemzeti vállalattá vált.
Szovjet mintákat követve megkezdődött a nemzeti vállalatok profilírozása is, amelynek során arra törekedtek, hogy egy adott gyártási ágban lehetőség szerint legfeljebb egy, esetleg két olyan  üzem legyen, amely kizárólag egy adott termék gyártásával foglalkozik.
Az új nemzeti vállalatok létesítésének három fő fajtája a következő volt:
1. Egy vállalat csupán társasági formát váltott (pl.Röck István Gépgyár Rt.  helyett Röck István Gépgyár N.V.);
2. Több vállalat összevonásával jött létre egy új nemzeti vállalat;
3. Egy vállalat különböző telephelyei önállósultak, és ezek egyike mint jogutód intézte a szétválás lebonyolítását. Feldarabolták a korábbi széles vertikumú óriásvállatokat, mivel ezek szerteágazó profiljuk miatt nem illeszkedtek bele az új környezetbe.  Az ilyen óriásvállalatok közé tartoztak pl. a Ganz, a Rima és a MÁVAG.

## Az 1948. évi XXXVII. törvénycikk fontosabb rendelkezései
A nemzeti vállalat jogi személy. Ehhez képest cége alatt jogokat szerezhet, kötelezettségeket vállalhat és perben állhat.
A nemzeti vállalat cégében általában  a vállalat tárgyára kellett utalni. A cégszövegbe korlátlan felelősséggel alakuló nemzeti vállalat esetében a „nemzeti vállalat” toldatot vagy annak „nv” rövidítését, korlátolt felelősséggel alakuló nemzeti vállalat esetében pedig a „nemzeti vállalat korlátolt felelősséggel” toldatot vagy annak „nvkf” rövidítését fel kellett venni.
Ha ennek a törvénynek a hatálybalépésekor már bejegyzett cég alakult át nemzeti vállalattá, addigi cégét egészen vagy részben a megfelelő toldattal tovább használhatta. Az átalakulással egyidejűleg a vállalat korábbi szervezetére utaló cégtoldatot viszont  el kellett hagyni.

## A nemzeti vállalati forma megszűnése
Az 1948. évi XXXVII. törvénycikket az 1950. évi 32. tvr. 20. § (1) bekezdése helyezte hatályon kívül.
A vegyes és átmeneti rendelkezések körébe tartozó  rendelkezései szerint

„ A nemzeti és a községi vállalatokat, valamint az állami telepeket a jelen törvényerejű rendelet rendelkezései szerint alakult állami vállalatoknak kell tekinteni. E vállalatok elnevezéséből a "nemzeti" vagy "községi" toldatot, illetőleg ezek rövidítését el kell hagyni; a már meglévő nyomtatványokon, hirdetéseken, cég- és címtáblákon azonban ezek a toldatok továbbra is használhatók. Az elnevezések esetleg szükséges egyéb módosítása felől az illetékes miniszter határoz. Ugyancsak az illetékes miniszter határoz a jelen §-ban fel nem sorolt állami vállalatok szervezetének fenntartása vagy jelen törvényerejű rendeletnek megfelelő átalakítása felől.”